# アメリカン航空965便墜落事故
アメリカン航空965便墜落事故（アメリカンこうくう965びんついらくじこ）とは、1995年12月20日に、ボーイング757-223が着陸前に山に墜落した航空事故である。

## 事故当日の965便
- 乗務員：8名
  - 運航乗務員：2名（機長（57歳）・副操縦士（39歳））
  - 客室乗務員：6名
- 乗客：155名

合計  :163名

## 概要
アメリカン航空965便（機体番号N651AA）はこの日、乗員8名、乗客155名を乗せ、マイアミ国際空港を定刻より約2時間遅れで離陸した。
機長はアメリカン航空で長年の飛行経験を積んだベテランであり、アルフォンソ・ボニーリャ・アラゴン国際空港への着陸経験もあった。また、機体は新型のボーイング757-223であり、優れた自動操縦装置を持っていた。
コロンビアのカリ郊外のアルフォンソ・ボニーリャ・アラゴン国際空港へ着陸するため降下中に機体が山に激突。事故発生8時間後に生存者は救助された。159名が死亡、4名が重傷を負った。犠牲者のうち1人は、救出後に病院で死亡した。クリスマス休暇前ということで、出稼ぎでアメリカに渡っていたコロンビア人が多く搭乗していた。搭乗者の中には、1960年代に怪奇派覆面レスラー「ザ・マミー」として活躍したプロレスラーのベンジー・ラミレスがおり、彼も事故の犠牲になった。
経験を積んだベテランパイロットが乗り込み、優れた自動操縦装置を持つ新型のボーイング757が迷走して墜落したことは、航空業界に大きな衝撃を与えた。

## 背景
事故機が向かっていたアルフォンソ・ボニーリャ・アラゴン国際空港は、山岳地帯の中のおおよそ南北方向に走る谷間にあり、1本の滑走路(01/19)がおおよそ南北に向いている。無線標識として、空港の17km北にロゾNDB、57km北にツルアVORがあり、また、空港の14km南にカリVORがある。北方から空港へ着陸する航空機は、ツルアVORから南進してカリVORを経て南から滑走路01に進入するか、ツルアVORからロゾNDBを通過して北から滑走路19に進入するが、後者の場合は山岳を超えて急速に高度を落す必要がある。
なお、この日は管制塔のレーダーがコロンビアの反政府組織に破壊されており、管制官は機体の位置を把握できなかった。また、管制官はスペイン語話者であり、管制用語以外の英語に堪能ではなかった。

## 経緯

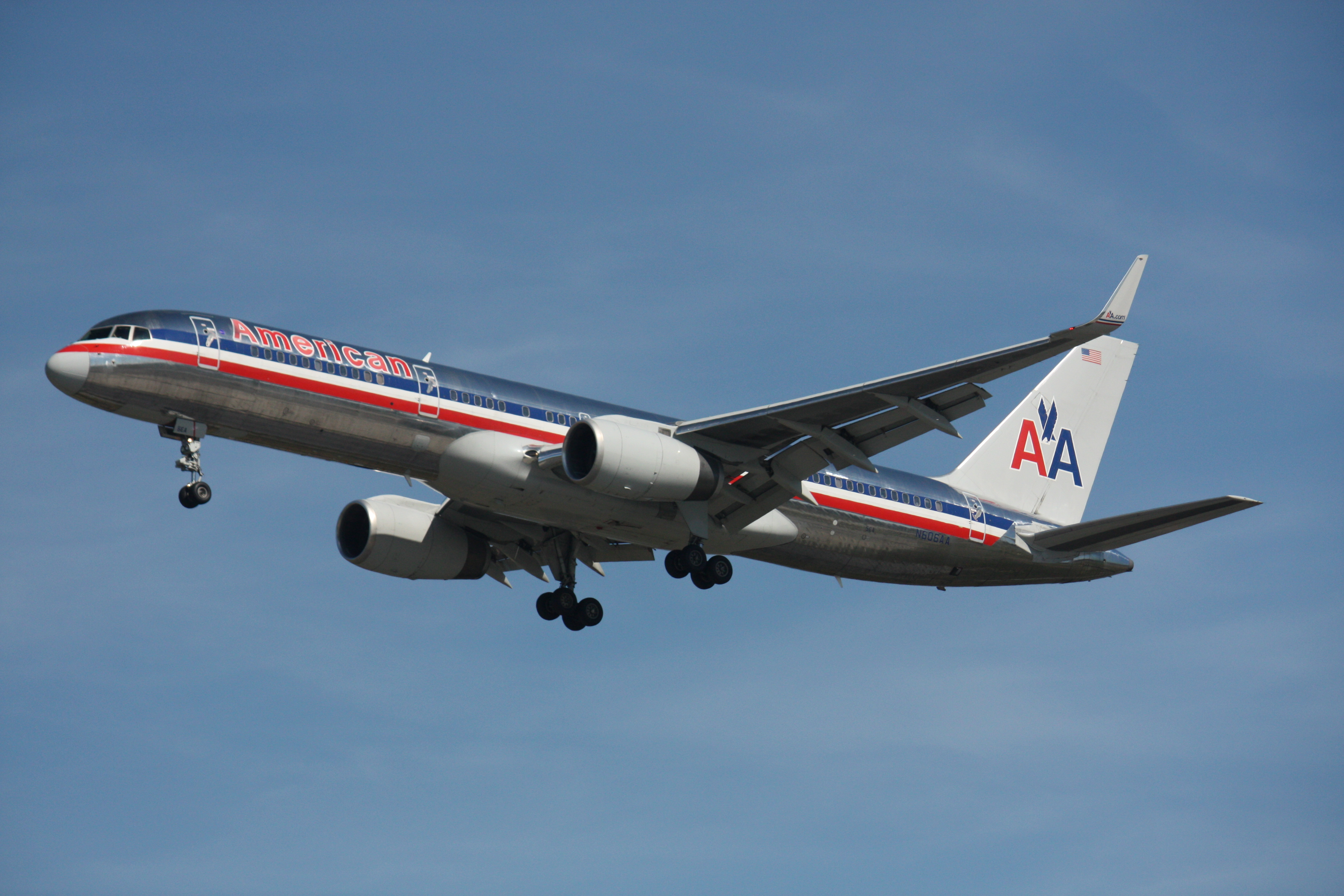
同型機のボーイング757

マイアミ国際空港を2時間遅れで出発した事故機は、北方からアルフォンゾ・ボニラ・アラゴン国際空港に接近し、管制下に入った。その際に着陸滑走路を01にするか19にするかを問われた。本来ならば滑走路01を利用するはずだったが、運行乗務員は滑走路19を選択した。滑走路01では一度空港を通り過ぎて南側から着陸するので遠回りとなる。これに対して滑走路19ではそのまま北から着陸でき、着陸までの時間を短縮する事ができたからである。
着陸前の慌ただしいコックピットで、乗務員はコース変更に伴い、ツルアVORの情報を自動操縦装置から削除し、「ロゾNDB」を経由地として改めて入力しようとした。航空チャートには「ロゾNDB」のコードとして "R" が記されており、まずこれを自動操縦装置に入力した。本機の自動操縦装置は最初の1文字を入力した所で、その文字で始まる候補を表示する機能があり、乗務員は "R" を入力したところで表示された候補の最初のものを選択した。ただし、乗務員は、"R"から自動的に最寄りの「ROZO」がトップに表示され、それを選択したと考えていたが、実際には別の中継ポイント「ロメオNDB」の「ROMEO」がトップに出ており、これを選択していた。ROMEOはカリから約212km（132マイル）東北東にある「ボゴタ」近くの中継点だった。入力と同時に、高度を落すべくスポイラーを起てて降下に入った。一方、管制官はツルアVORを通過したらその旨を報告する様に乗務員に求めていたが、自動操縦装置からツルアVORの設定が削除されていたため乗務員はポイントを通過したことを認識できなかった。
経由地としてロメオNDBを設定された自動操縦装置はディスプレイに大きく左に旋回する飛行予定コースを表示し、その通りに東北東に機首を向けた。しかし乗務員は異常に気付かなかった。また、管制官は事故機からツルアVOR通過の報告がない事を訝しんだが、レーダーが使えない事から機体が航路を外れた事を把握できず、事故機に航路逸脱を警告できなかった。約1分後に乗務員は迷走に気付き困惑したが、既に機体は山岳地帯に迷い込み、尾根に接近していた。
墜落12秒前にGPWSが作動し、乗務員は機首を上げて急上昇しようとしたが、降下のためにスポイラーを展開したままだったので思うように上昇できず、標高約2,700mのEl Deluvio山をかわせず山頂付近に墜落した。

## 事故原因

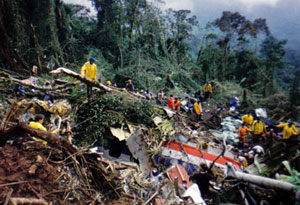
墜落現場

主な原因は、運行乗務員のミスによるCFITである。
コンピューターの操作ミス
経由地としてロゾを指定するにはフルスペルのROZOと入力する必要があったが、機長はこれに気づかず、"R" を入力して最初に表示された候補をそのまま選択し、正しくロゾが選択されている事を確認しなかった。また、社内の規則では正副操縦士が2人で設定を確認する事が求められていたがこれを怠った。
自動操縦装置への依存
電波標識の情報を設定したあとは自動操縦装置に任せきりで、期待した航路を飛んでいる事を確認しなかった。
急なコースの変更
当初は南側に迂回して滑走路01に着陸する予定だったが、出発が遅れた事も手伝い、時間短縮のために迂回せず直進して滑走路19に着陸するように変更した。着陸間際の慌ただしい中で変更したために、コンピューターへの入力ミスをおこしたり機位の確認がおろそかになったりした。また、着陸に備えて急速に高度を下げるためにスポイラーを展開していたが、急上昇の際にはそれを失念していた。
また以下の点が挙げられる
便利さを求めたプログラムの問題
自動操縦装置では最初の1文字を入力したところで使用頻度の高い標識から順に候補が表示される様になっていた。不完全な入力に対して曖昧な情報を返す事が危険とされ、後にこのプログラミングを行った企業も損害賠償の一部を負担した。
不十分な管制
レーダーが反政府組織に破壊されており、管制官は事故機が進入経路をはずれたことを把握できなかった。また、管制官は機長らとの交信でツルアVOR通過の報告がないなど不審な点を察知したが、スペイン語の話者であり管制用語以外の英語に疎かったため、乗務員に状況を深く問い質して誤りを明らかにすることができなかった。
事故後の初期調査では、仮にGPWS作動後1秒以内にスポイラーを閉じていた場合、山脈を越えられた可能性があると指摘された。但しシミュレータを用いて実施した再現試験では決定的な結論は出なかった。

## 映像化
- メーデー!:航空機事故の真実と真相 第2シーズン第4話「CRASH ON THE MOUNTAIN」